# Niedere Tauern

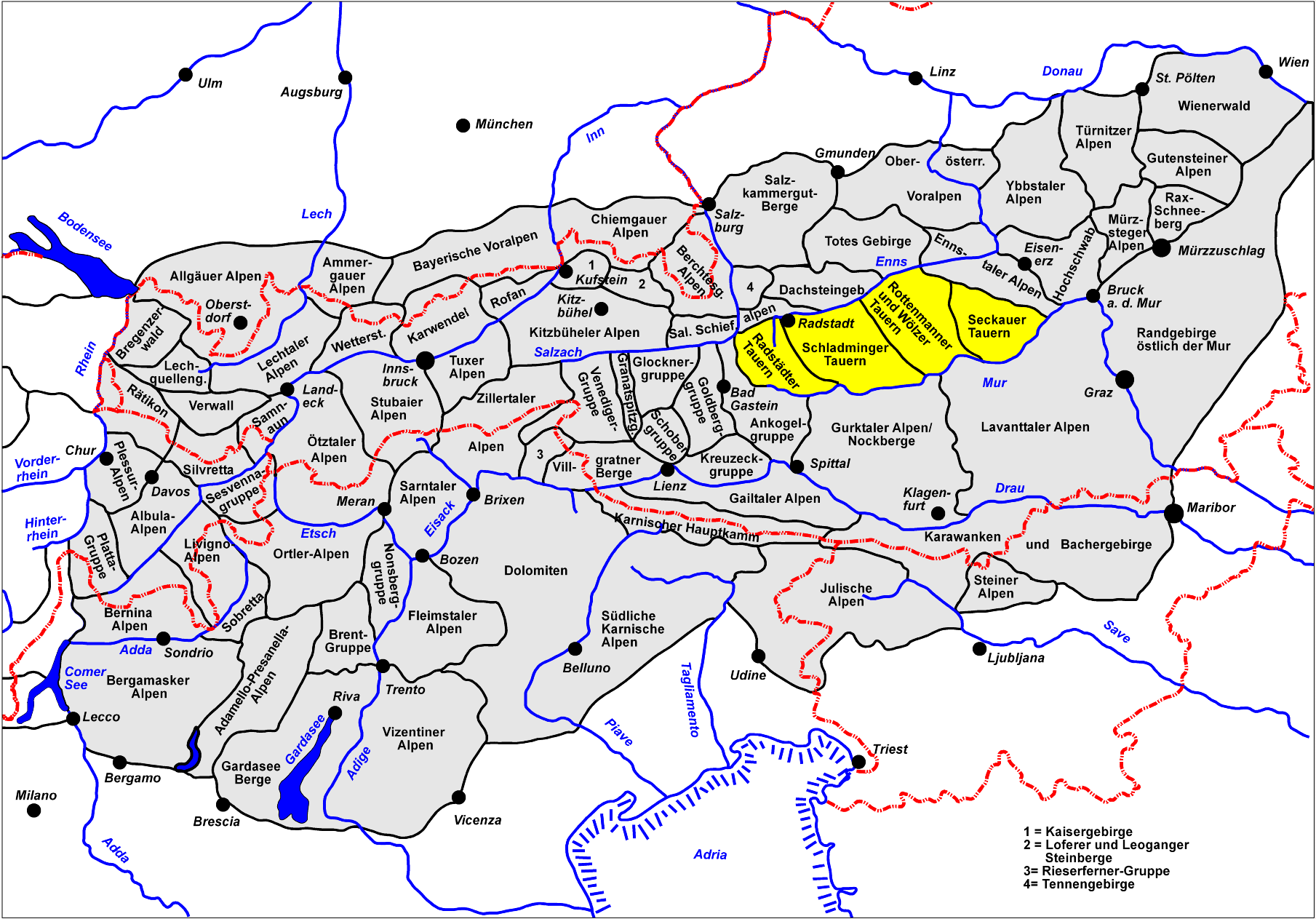
Karta över Niedere Tauern

Niedere Tauern är en bergsregion i Alperna som ligger öster om regionen Hohe Tauern i Österrike. Delar av delstaterna Salzburg och Steiermark ligger i Niedere Tauern.
De högsta topparna har en höjd på omkring 2 500 meter och det allra högsta berget når en höjd på 2 862 m (Hochgolling). 
Niedere Tauern begränsas av floderna Enns i norr, Palten och Liesing i öster och Mur i söder. Gränsen mot väster (Hohe Tauern) utgörs av Murtörl (2260 m). Bergsregionen är uppdelad i fyra undergrupper: Radstädter Tauern, Schladminger Tauern, Rottenmanner och Wölzer Tauern samt Seckauer Tauern. 
Över Niedere Tauern leder tre passvägar: Radstädter Tauernpass (1 739 m ö.h.), Sölkpass (1 788 m ö.h.) och Triebener Tauern (även Hohentauern, 1 274 m ö.h.). Motorvägen A10 passerar Niedere Tauern genom en 6,4 km lång tunnel. 
I de långa och djupa dalgångarna finns bara få orter. Större städer ligger i de angränsande dalgångarna:
- Radstadt, Schladming och Liezen i Ennsdalen
- Trieben i Paltendalen
- Tamsweg, Murau, Judenburg och Knittelfeld i Murdalen

Under medeltiden och fram till 1800-talet fanns många gruvor i området. Senare blev turismen allt mer betydelsefull. Även högt ställda personer som hertig Johan av Österrike (en bror till Leopold II) ägnade sig åt bergsklättring. Under 1860-talet byggdes en rad järnvägar i dalgångarna och i mitten av 1900-talet tillkom ett antal vägar, linbanor, skidliftar, hotell och värdshus.